# 香川光景
香川 光景（かがわ みつかげ）は、戦国時代から江戸時代前期にかけての戦国武将。安芸香川氏当主。安芸武田氏家臣、後に毛利氏家臣。

## 生涯

### 安芸武田氏の衰亡
香川元景の嫡男として生まれる。当時の主家・安芸武田氏は、当主の夭折や討死などにより、勢力が衰え、存亡の危機を迎えていた。その中で同じ安芸武田家臣であった熊谷信直が離反し、毛利側に転じた。天文2年（1533年）8月、安芸武田氏当主・武田光和は香川光景や己斐氏等に命じて、熊谷信直を討つべく三入高松城攻略に向かった。しかし、熊谷信直・熊谷直続兄弟は寡兵ながらも安芸武田方を打ち破った（横川表の戦い）。
武田光和が病死すると、安芸武田家中では、その後継を巡っての争いが起きた。香川光景は若狭武田氏から養子を迎えて、大内氏・毛利と和平して、戦力を立て直すべきだと主張した。しかし品川左京亮らは、主戦論を主張して、家中には大きな亀裂が起きた。結局、新たな安芸武田氏当主には、若狭武田氏より武田信実が迎えられたが、重臣間の軋轢は一層強まり、不穏な空気が流れ始めた。
その最中、ついに品川左京亮らは決起し、香川光景の居城・八木城を攻撃した。光景は熊谷氏らの支援を得て、品川勢を撃退したが、安芸武田氏の崩壊は明らかで、当主の武田信実も佐東銀山城から逃亡し、家臣らも相次いで逃亡した。品川一族はこの際に逃亡し、一部は石見国の益田氏に仕えて、子孫に山中幸盛との一騎討ちで有名な品川将員を出した。
天文9年（1540年）に、出雲国の戦国大名・尼子詮久（後の尼子晴久）が毛利元就の居城・吉田郡山城へ侵攻すると、信実は尼子氏の支援を得て、牛尾幸清らとともに佐東銀山城に復帰した。しかし、吉田郡山城の戦いで尼子氏が撤退を余儀なくされると、信実と牛尾幸清は出雲国へ逃亡した。佐東銀山城にはまだ安芸武田氏の兵士が籠っていたが、毛利元就が佐東川対岸より火の点いた草鞋を流して陽動作戦を行い、後方より奇襲して攻略した。また残存の諸勢力は光景が投降を呼びかけ、抵抗する者は皆無となり、安芸武田氏は滅んだ。

### 毛利氏家臣として
香川光景は熊谷氏らとともに毛利氏に従っていたが、天文20年（1551年）の大寧寺の変により、大内義隆が殺害されると安芸国内も不穏な状況となった。弘治元年（1555年）に毛利元就は大内義長傀儡政権を牛耳る陶晴賢との決別を宣言し、厳島の戦いの前哨戦が始まる。まず、大内方の佐東銀山城を攻略し、光景は広島湾に浮かぶ仁保島（現在の黄金山）にある仁保島城に入り、守将となった。陶方は三浦房清を大将として仁保島城の攻略を図ったが、光景は陶勢を撃退した（仁保島合戦）。厳島の戦い本戦では、水軍を率いて参戦し、陶勢壊滅の一翼を担った。
毛利氏は大内領の周防国・長門国を併呑し、その後に北の尼子氏との対決が始まると、永禄7年（1564年）には三村家親とともに伯耆国の不動ガ嶽城を攻撃して、救援の尼子軍を撃退した後に攻略した。翌年には八橋城攻略戦にも参加して、同城を攻略した。また1566年（永禄9年）11月28日には尼子義久が降伏し、光景の山陰での活動は終わった。

### 尼子再興軍・宇喜多氏との戦い
永禄12年（1569年）、尼子勝久・山中幸盛率いる尼子再興軍は、出雲国・伯耆国の旧尼子勢力を結集して、出雲国へ侵入し、月山富田城を包囲した。それに注目した美作三浦氏の残党は尼子再興軍と、備前国の戦国大名・宇喜多直家と手を結び、連合軍を成して美作国に侵入した。毛利氏は援軍として香川光景を派遣。光景は子の香川広景、香川春継、一族の香川勝雄らを従えて城将・安達信泰の守る高田城に入城、連合軍は光景らの守る高田城への攻撃を開始した。
高田城内には尼子の降将が多数おり、内応者が続出して光景らは苦境に立たされた。香川勝雄はその混乱に乗じて攻撃を加えてきた尼子・三浦連合軍と、その支援に来た宇喜多春家率いる宇喜多勢と戦って討死したが、香川光景や香川勝雄らの奮戦によって、高田城は落城を免れた。その後、光景は高田城を放棄して退却し、三浦貞広が高田城に入った。
その後、光景は家督を嫡男の広景に譲って隠居した。慶長10年（1605年）没。

## 逸話
享禄5年（1532年）、香川光景の居城である八木城周辺に大蛇が現れ、それを香川氏一族で当時18歳だった香川勝雄が自ら志願して退治したという伝説が今に残っている。詳細は香川勝雄の項目へ。